# 野間省一
野間 省一（のま しょういち、1911年4月9日 - 1984年8月10日）は、日本の出版人、実業家。講談社第4代社長。日本書籍出版協会会長。出版文化国際交流会会長。日本雑誌広告協会会長。旧姓：高木。戦後の講談社を牽引した。
第6代社長・野間佐和子は省一の長女、第5代社長・野間惟道は女婿。この2人の長男で、第7代社長（現職）の野間省伸は省一の孫にあたる。

## 経歴
1911年、静岡県静岡市に、高木磯吉の三男として生まれる。兄・三吉はのちの講談社取締役。静岡県立静岡中学校、旧制静岡高等学校を経て、東京帝国大学法学部へ進む。在学中に高等文官試験の司法・行政の2科に合格。
1934年、卒業後、南満洲鉄道に入社。入社後1年半でハルビン鉄道局文書係長に抜擢される。1941年5月26日 野間清治・左衛夫妻の長男・恒（講談社第2代社長）の未亡人である登喜子と結婚、野間家に入る。7月19日、常務取締役。1945年11月17日 第3代社長・野間左衛辞任、第4代社長に就任するが、戦争責任問題で翌年1月26日辞任。尾張真之介が代表取締役に就く。
1949年6月7日、社長に復帰。1954年、経営危機が深刻化。事態打開のため「社長白書」を発表し、体質改善、作業合理化、経費削減などを社員に訴える。1957年、日本教育テレビ（現・テレビ朝日）取締役に就任（のち監査役に）1961年、キングレコード会長。1971年、脳血栓で倒れる。社長代行に服部敏幸が就任。1976年、モスクワ大学より名誉博士号贈呈。1979年、創業70周年事業として「野間アフリカ出版賞」「野間識字賞」「アジア・アフリカへの留学生奨学金制度」を創設。1981年、野間惟道が第5代社長に就任し、名誉会長に。1984年、死去。墓所は護国寺の野間家墓地。

## 主な受勲、受章
- ユネスコの第1回国際図書賞（1974年）
- ローマ教皇庁大聖グレゴリオ勲章騎士団章（1981年）
- オランダ政府オレンジナソー勲章コマンダー章（1981年）
- ブラジル賞勲局総合学術協会グランクルス大綬章（1981年）
- 勲一等瑞宝章（1983年）
- ユネスコ銀メダル（1984年）

## 創刊した主な雑誌、シリーズ
- 「ぼくら」（1954年）
- 「なかよし」（1954年）
- 「若い女性」（1955年）
- 「たのしい幼稚園」（1956年）
- 「週刊現代」（1959年）
- 「週刊少年マガジン」（1959年）
- 「週刊少女フレンド」（1962年）
- 「小説現代」（1962年）
- 「ヤングレディ」（1963年）
- ブルーバックス（1963年）
- 講談社現代新書（1964年）
- 「月刊現代」（1966年）
- 「週刊ぼくらマガジン」（1969年）
- 「テレビマガジン」（1971年）
- 講談社文庫（1971年）
- 日刊ゲンダイ（1976年）